# Rudolf Kehrer
Rudolf Kehrer (Tiflis (Georgia), 10 de julio de 1923 – Berlín, 29 de octubre de 2013) fue un pianista de música clásica soviético y alemán.

## Biografía
Kehrer nació en Tiflis, Georgia en el seno de una familia de fabricantes de piano que habían emigrado de Suabia. Fue pianista solista de la Orquesta Filarmónica Moscú y profesor del Conservatorio Tchaikovsky. En 1961, ganó el Premio de la Unión Soviética. Kehrer fue ampliamente conocido en el Bloque del Este, , ya que se le negó la oportunidad de viajar libremente. Su carrera fue registrada durante 40 años (1961–2001) en muchos conciertos.
Kehrer vvñia sus ultimos años en Berlín y murió en esa ciudad el 29 de octubre de 2013 a la edad de 90 años.